# 懷特縣 (田納西州)
懷特县（英語：White County）是美國田納西州中部偏東的一個縣。面積983平方公里。根據美國2000年人口普查，共有人口23,102人。縣治斯巴達  (Sparta)。
成立於1806年9月11日，縣名紀念美國獨立戰爭軍人，後來成為當地一地主約翰·懷特。